# Geamparale
Geamparaua este un dans popular cu multiple variante și denumiri (geambaralele, mărânghile, zlata etc.), răspândit în Câmpia Dunării și Dobrogea. Are forme de desfășurare variate (cerc de mână, în linie, perechi, solistic etc.).